# Derek Lopez
Derek Lopez, es un músico brasileño conocido principalmente por su hit del año 1996 Batida de coco.

## Historia
Nacido en Bolivia e hijo de diplomático, crece en la ciudad de São Paulo, Brasil. A los 11 años obtiene un trabajo y con su primer sueldo se compra el disco póstumo de Jimi Hendrix, Midnight Lightning. En su adolescencia adhiere al movimiento punk, se rapa un mohicano y adopta el apodo Lixo, basura en portugués. Comienza a viajar regularmente a Buenos Aires invitado por Sergio Fasanelli, baterista de Comando Suicida y fundador del sello Radio Trípoli. Previo a radicarse en Argentina, se vuelve muy conocido por ser el DJ residente del Limelight, local nocturno de moda de São Paulo
. A los 21 años creó la escuela de DJ’s Deftown, donde enseñaba a sus alumnos a mezclar y remixar.
En 1992 se radica Argentina donde tuvo programas en radio Rock & Pop y radio Vox, además de conducir el programa Clips de América TV y Música Total en Canal 13. Luego se embarca en el lanzamiento de su disco Mística (1996) bajo el sello MCA (Universal). Si bien originalmente Derek quiso que su primer disco fuera algo entre punk y rap, el sello lo convenció de explorar ritmos de sus raíces brasileñas. Esta placa contiene su tema más conocido, Batida de coco además del sencillo Esperando el sol
Su segundo disco Sueños de Libertad de 1998 contiene el hit veraniego Ripa na Xulipa. 
Después, tras una gira de 2 años deja Argentina y se radica en Singer Island, West Palm Beach, Florida. En este país, forma el año 2002 una banda de hard rock llamada NoEnd con quienes lanza en 2006 el álbum As above so below producido por Tony Bongiovi. También en Estados Unidos escribe el libro Sin fronteras - El arte del libre albedrío. 
Más recientemente, durante 2014 editó el single Agita Brasil con ocasión del Mundial de fútbol que se jugó en Brasil ese año. Posteriormente edita como solista el álbum Ser & Estar donde retoma ritmos latinos, explorando también con el funk y algunas baladas.

## Discografía
Como Derek Lopez
- 1996 - Mística
- 1998 - Sueños de Libertad
- 2014 - Agita Brasil (single)
- 2015 - Ser & Estar

Con NoEnd
- 2006 - As above so below